# خداحافظی طولانی (فیلم ۱۹۷۳)
خداحافظی طولانی (به انگلیسی: The Long Goodbye) فیلمی به کارگردانی رابرت آلتمن، نویسندگی لی براکت (بر پایه رمان خداحافظی طولانی اثر ریموند چندلر) و تهیه‌کنندگی الیوت کاستنر و جری بیک محصول سال ۱۹۷۳ میلادی است.

## خلاصه داستان
کارآگاه «فیلیپ مارلو» (الیوت گولد) سعی دارد به یکی از دوستان نزدیکش که به قتل همسرش محکوم شده است کمک کند …

## بازیگران
| - الیوت گولد در نقش Philip Marlowe - نینا فن پالاندت در نقش Eileen Wade - استرلینگ هایدن در نقش Roger Wade - مارک رایدل در نقش Marty Augustine - هنری گیبسون در نقش Dr. Verringer - دیوید آرکین در نقش Harry - جیم بوتون در نقش Terry Lennox - وارن برلینگر در نقش Morgan - جو آن برودی در نقش Jo Ann Eggenweiler - استفن کویت در نقش Det. Farmer - جک نایت در نقش Mabel - پپه کالاهان در نقش Pepe - وینسنت پالمیری در نقش Vince | - پانچو کوردوا در نقش Doctor - انریکه لوکرو در نقش Jefe - روتانیا آلدا در نقش Rutanya Sweet - تامی شاو در نقش dancer - جیکی ریلی در نقش Riley - کن سانسوم در نقش Malibu Colony guard - جری جونز در نقش Det. Green - جان اس. دیویس در نقش Det. Dayton - رودنی موس در نقش supermarket clerk - سیبیل اسکوتفورد در نقش real estate lady - هرب کرنس در نقش Herbie - آرنولد شوارتزنگر در نقش Augustine's henchman (uncredited) - دیوید کارادین در نقش Socrates (uncredited) |

## کتابشناسی
- McGilligan, Patrick. Robert Altman: Jumping off the Cliff. New York: St. Martin's Press, 1989.
- Thompson, David. Altman on Altman. London: Faber and Faber. 2005.